# قريبا سيعثر علينا (أغنية من قبل سيا)
قريبا سيعثر علينا (بالإنجليزية:Soon We'll Be Found) هي الأغنية الثالثة عشر في ترتيب ألبوم سيا الرابع ''Some People Have Real Problems'' التي صدرت بتاريخ 13 أكتوبر 2008 من قبل شركة التسجيلات مونكي بازل في بريطانيا للتصبح متاحة في باقي الدول الأوروبية في 12 يناير 2009.

## الفيديو الموسيقي
تم رفع الفيديو الموسيقي في 5 أكتوبر 2009 على منصة يوتيوب، وقد حاز حاليا على 95 مليون مشاهدة، الفيديو من إخراج كلير كاريه وإستخدمت سيا فيه لغة الإشارة الأمريكية. وقد اكتسب الفيديو لأغنية "Soon We'll Be Found" شعبية كبيرة بعد عرضه على الصفحة الرئيسية لـ آي تيونز في الولايات المتحدة الأمريكية في الفترة من 4 إلى 10 نوفمبر 2008.

## الأداء
أدت سيا الأغنية في برنامج Later... with Jools Holland في 7 أكتوبر 2008، وفي 13 نوفمبر من نفس العام أدتها في العرض المتأخر مع ديفيد ليترمان.

## قائمة المراجع
1. ↑  "Sia - Soon We'll Be Found". Genuis. مؤرشف من الأصل في 2024-09-22. اطلع عليه بتاريخ 2025-05-18.
2. ↑  "Soon We'll Be Found". Wikipedia (بالإنجليزية). 5 May 2025. Archived from the original on 2024-09-22.
3. ↑  "Sia - Soon We'll Be Found". YouTube. مؤرشف من الأصل في 2025-06-24. اطلع عليه بتاريخ 2025-05-18.
4. ↑  "siamusic.net". web.archive.org. 7 يناير 2009. مؤرشف من الأصل في 2009-01-07. اطلع عليه بتاريخ 2025-05-18.
5. ↑  "BBC Two - Later... with Jools Holland, Series 33 Live, Episode 4". BBC (بالإنجليزية البريطانية). Archived from the original on 2024-12-23. Retrieved 2025-05-18.
6. ↑  "siamusic.net". web.archive.org. 7 يناير 2009. مؤرشف من الأصل في 2009-01-07. اطلع عليه بتاريخ 2025-05-18.

## وصلات خارجية
- قريبا سيعثر علينا على قاعدة بيانات ديسكوغز (الإنجليزية).
- قريبا سيعثر علينا على موقع جينيس (الإنجليزية).
- قريبا سيعثر علينا على منصة آبل ميوزيك (الإنجليزية).
- قريبا سيعثر علينا على موقع أول ميوزيك (الإنجليزية).
- قريبا سيعثر علينا على قاعدة بيانات الأفلام على الإنترنت (الإنجليزية).